# The Lady and the Mouse
The Lady and the Mouse és una pel·lícula muda de la Biograph dirigida per D. W. Griffith i protagonitzada per Lillian Gish i Robert Harron i Dorothy Gish. La pel·lícula, una de les úniques tres pel·lícules en les que apareixen les dues germanes Gish, va sorgir, segons afirmaria Lillian posteriorment, de l’observació de Lionel Barrymore de que ella era incapaç de matar una mosca. Es va estrenar el 26 d’abril de 1913 i es va reestrenar tres anys després.

## Argument
Un jove és rebutjat per la seva estimada i surt al camp vestit de rodamón. Allà coneix les dues germanes, filles de l’amo d’una botiga de queviures. Una és invàlida i l’altra dedica tot el seu temps a tenir-ne cura. El jove queda impressionat per la devoció de la noia i se n’enamora. La prova final del seu caràcter l’obté quan és testimoni de la seva incapacitat de matar un ratolí: la seva tia ha capturat en una trampa a la cuina un ratolí i ordena a la noia que l’ofegui. Ella no s’atreveix a desobeir la tieta i submergeix la trampa a l’aigua, però obre d’amagar la porta i permet que el petit ratolí s’escapi. El jove veu l'acció i s'adona que ha trobat la noia que vol. En presentar-se els creditors a la botiga, ell paga la hipoteca de la casa de les noies i demana de casar-se amb ella.

## Repartiment
- Lillian Gish (la noia)
- Lionel Barrymore (el pare de la noia)
- Harry Hyde (el ric / el rodamón)
- Dorothy Gish (la germana malalta)
- Kate Toncray (la tieta)
- Robert Harron (el jove amic)
- Adolph Lestina (el metge)
- Henry B. Walthall (a la festa del jardí)
- Viola Barry (a la festa del jardí)
- J. Jiquel Lanoe (a la festa del jardí)
- Mae Marsh (no surt als crèdits)
- Joseph McDermott (creditor)
- Frank Opperman (creditor)
- W. C. Robinson (creditor)